# Estación Lazo
Estación Lazo é uma junta de governo da província de Entre Ríos, na Argentina.